# Thoboki Mohohlo
Thoboki Mohohlo (* 30. Juli 1990 in New Jersey, Vereinigte Staaten) ist ein ehemaliger südafrikanischer Squashspieler.

## Karriere
Thoboki Mohohlo spielte von 2012 bis 2016 auf der PSA World Tour. Seine höchste Platzierung in der Weltrangliste erreichte er mit Rang 131 im Mai 2016. Mit der südafrikanischen Nationalmannschaft nahm er 2017 an der Weltmeisterschaft teil. Bereits 2015 absolvierte er seine einzige Teilnahme an der Weltmeisterschaft im Einzel, scheiterte jedoch im Finale der Qualifikation an Mohamed Reda. 2018 wurde er südafrikanischer Meister, nachdem er Clinton Leeuw im Finale bezwang. Zwei Jahre zuvor hatte er das erste Mal das Finale der Meisterschaften erreicht, das Stephen Coppinger für sich entschied.
Mohohlo schloss 2020 ein Studium der Ingenieurwissenschaften am Trinity College ab. Für Trinity war er auch im College Squash aktiv.

## Erfolge
- Südafrikanischer Meister: 2018